# アルカードくん
『アルカードくん』は、Moo.念平による日本の漫画作品。単行本は『小二版』と『小四版』各1巻が出ている。

## 概要
『小学二年生』と『小学四年生』（ともに小学館）にて連載されていた。また、『月刊コロコロコミック』（小学館）1986年夏休み増刊号にも読切として先行掲載されていた。
ストーリーは読切版、『小学二年生』、『小学四年生』それぞれ違う話になっている。学年誌では「よう怪王子」となっている。

## 登場人物
アルカード
人間が大好きな吸血鬼で、人間と友達でいたいため血は吸わず、トマトやトマトジュースを好む。また、吸血鬼の弱点とされるニンニクも普通に食べられる。101枚のアルカードを集めている。ちなみに「ALUCARD」をさかさまに読むと「DRACULA（ドラキュラ）」となる（アルカード参照）。十字架も効かないが、何故か×マークは苦手。当初は騒動の中心人物であるトラブルメーカーだったが、連載に続くにつれて家来が起こす騒動に振り回されたり、家来の起こした事件を収束させる為に奔走するようになっていった。
トマト
小二版の登場人物。トマト畑を営む農家の息子。ある日、突然アルカードが城ごと隣に引っ越してきて以来、彼との騒々しい日々を過ごす事になる。アルカードを煙たがる事もあるが、なんだかんだで友達だとも思っている。彼の家で作るトマトがアルカードの大好物である。
マリア
小二版の登場人物。トマトのクラスメイト。トマトに好意を寄せられているが、アルカードが来てからは彼と親しくなっていく。